# Mystacornis crossleyi
Mystacornis crossleyi е вид птица от семейство Vangidae, единствен представител на род Mystacornis.

## Разпространение
Видът е разпространен в Мадагаскар.